# Titanik
Titanik är det sjätte studioalbumet från den montenegrinska sångaren Rambo Amadeus. Det släpptes år 1997 och innehåller 10 låtar.

## Låtlista
1. "Kuglager kolo (R.A. vs Vetrenjače)"
2. "Zreo za..."
3. "Hirošima ljubavi moja"
4. "Katodna i kanalizaciona, 2 bratske cijevi"
5. "Titanik"
6. "Šest minuta T. M."
7. "Sado mazo"
8. "Bez filtera"
9. "Ulizica"
10. "Stavite mi turpiju u lebac"